# Malta al Junior Eurovision Song Contest
Malta ha partecipato 21 volte sin dal suo debutto nel 2003. La rete che ha curato le varie partecipazioni è la PBS. Durante la permanenza nella competizione, si ritira nel 2011 in quanto non ha raggiunto risultati molto incoraggianti, per poi tornare nel 2013. Durante la sua permanenza ottiene due primi posti, nel 2013 anno del suo ritorno dopo il ritiro e nel 2015.

## Partecipazioni
- Primo posto
- Secondo posto
- Terzo posto
- Ultimo posto

| Anno                                    | Artista             | Canzone                     | Lingua           | Posizione | Posizione |
| Anno                                    | Artista             | Canzone                     | Lingua           | Finale    | Punti     |
| --------------------------------------- | ------------------- | --------------------------- | ---------------- | --------- | --------- |
| 2003                                    | Sarah Harrison      | Like a Star                 | Inglese          | 7º        | 56        |
| 2004                                    | Young Talent Team   | Power of a Song             | Inglese          | 12º       | 14        |
| 2005                                    | Thea & Friends      | Make It Right               | Inglese          | 16º       | 18        |
| 2006                                    | Sophie Debattista   | Extra Cute                  | Inglese          | 11º       | 48        |
| 2007                                    | Cute                | Music                       | Inglese          | 12º       | 37        |
| 2008                                    | Daniel Testa        | Junior Swing                | Inglese          | 4º        | 100       |
| 2009                                    | Francesca & Mikaela | Double trouble              | Inglese          | 8º        | 55        |
| 2010                                    | Nicole Azzopardi    | Knock Knock!... Boom! Boom! | Inglese, maltese | 13º       | 35        |
| Nessuna partecipazione dal 2011 al 2012 |                     |                             |                  |           |           |
| 2013                                    | Gaia Cauchi         | The Start                   | Inglese          | 1º        | 130       |
| 2014                                    | Federica Falzon     | Diamonds                    | Inglese          | 4º        | 116       |
| 2015                                    | Destiny Chukunyere  | Not My Soul                 | Inglese          | 1º        | 185       |
| 2016                                    | Christina Magrin    | Parachute                   | Inglese          | 6º        | 191       |
| 2017                                    | Gianluca Cilia      | Dawra tond                  | Inglese, maltese | 9º        | 107       |
| 2018                                    | Ela                 | Marchin' On                 | Inglese          | 5º        | 181       |
| 2019                                    | Eliana Gomez Blanco | We Are More                 | Inglese, maltese | 19º       | 29        |
| 2020                                    | Chanel Monseigneur  | Chasing Sunsets             | Inglese          | 8º        | 100       |
| 2021                                    | Ike & Kaya          | My Home                     | Inglese          | 12º       | 97        |
| 2022                                    | Gaia Gambuzza       | Diamonds in the Skies       | Inglese          | 16º       | 43        |
| 2023                                    | Yulan               | Stronger                    | Inglese          | 10º       | 94        |
| 2024                                    | Ramires Sciberras   | Stilla ċkejkna              | Maltese          | 5º        | 153       |
| 2025                                    |                     |                             |                  |           |           |

## Storia delle votazioni
Al 2020, le votazioni di Malta sono state le seguenti: 
Punti dati
| Posizione | Stato               | Punti |
| --------- | ------------------- | ----- |
| 1         | Bielorussia         | 109   |
| 2         | Armenia             | 72    |
| 3         | Paesi Bassi Georgia | 63    |
| 5         | Russia              | 59    |

Punti ricevuti
| Posizione | Stato                     | Punti |
| --------- | ------------------------- | ----- |
| 1         | Bielorussia               | 81    |
| 2         | Paesi Bassi               | 75    |
| 3         | Georgia                   | 66    |
| 4         | Italia Macedonia del Nord | 64    |

## Organizzazione dell'evento
| Anno | Città       | Luogo                           | Conduttori                  |
| ---- | ----------- | ------------------------------- | --------------------------- |
| 2014 | Marsa       | Malta Shipbulding               | Moira Delia                 |
| 2016 | La Valletta | Mediterranean Conference Centre | Ben Camille e Valerie Vella |